# Yijinhuoluo
Yijinhuoluo (kinesiska: 伊金霍洛, 伊金霍洛苏木) är en socken i Kina. Den ligger i den autonoma regionen Inre Mongoliet, i den norra delen av landet, omkring 230 kilometer sydväst om regionhuvudstaden Hohhot.
Genomsnittlig årsnederbörd är 583 millimeter. Den regnigaste månaden är juli, med i genomsnitt 181 mm nederbörd, och den torraste är januari, med 1 mm nederbörd.